# 丸保山古墳
丸保山古墳（まるほやまこふん）は、大阪府堺市堺区北丸保園に所在する古墳（前方後円墳）である。百舌鳥古墳群の中の一基であり、すぐ近くにある大仙陵古墳の陪塚と考えられている。国の史跡に指定され、世界文化遺産 百舌鳥・古市古墳群 -古代日本の墳墓群- の構成資産の一部として登録されている。

## 概要
大仙陵古墳外堀西側近傍にあり、墳丘主軸線は、大仙陵古墳墳丘主軸線と同一方向を指向していること、および、位置関係から、大山陵古墳の陪塚と考えられている。また、すぐ西側に円墳の菰山塚古墳があり、また南側には、かつて古墳様の高まりがあり、これらも陪塚と考えられる。大きさは墳丘長87ｍ、後円部直径60ｍ、後円部高さ9.8ｍ、前方部幅40ｍ、前方部高さ2.7ｍ。形状は、帆立貝形古墳で前方部は短く南向きで、1955年（昭和30年）に開墾により削られ低くなっているが、後円部は2段に築かれ、周囲には濠がある。帆立貝形古墳としては百舌鳥古墳群の中で最大の規模を誇る。埋葬施設の構造や副葬品の内容などは判明していないが、採集された円筒埴輪片から5世紀後半頃に築造されたと考えられている。後円部は宮内庁が、前方部と周濠は堺市が管理している。

画像説明文の左右の表示は、前方部から後円部方向を見た時の方向
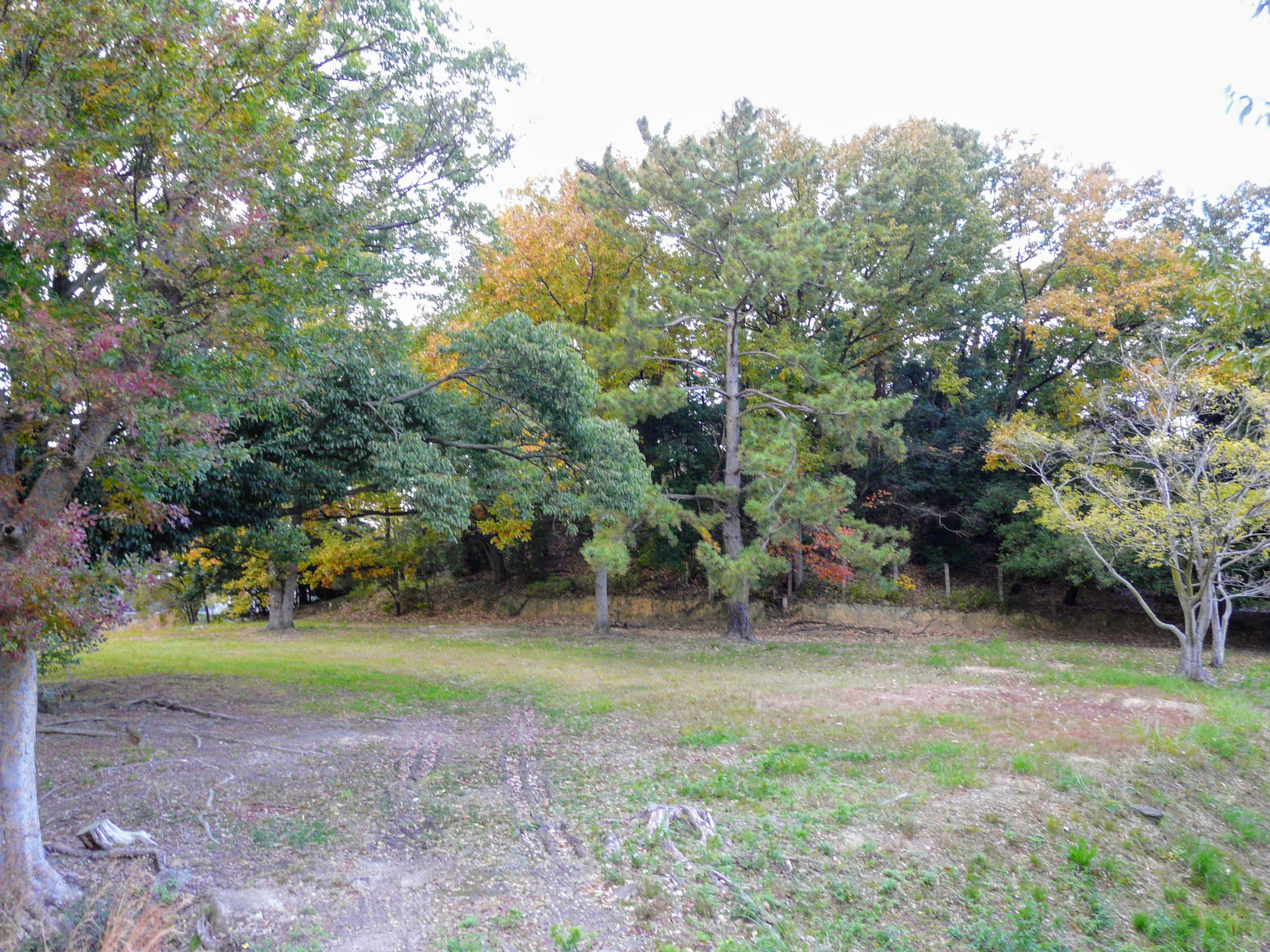
前方部が削られ（手前）、後円部（奥の林）より、1段低くなっている。
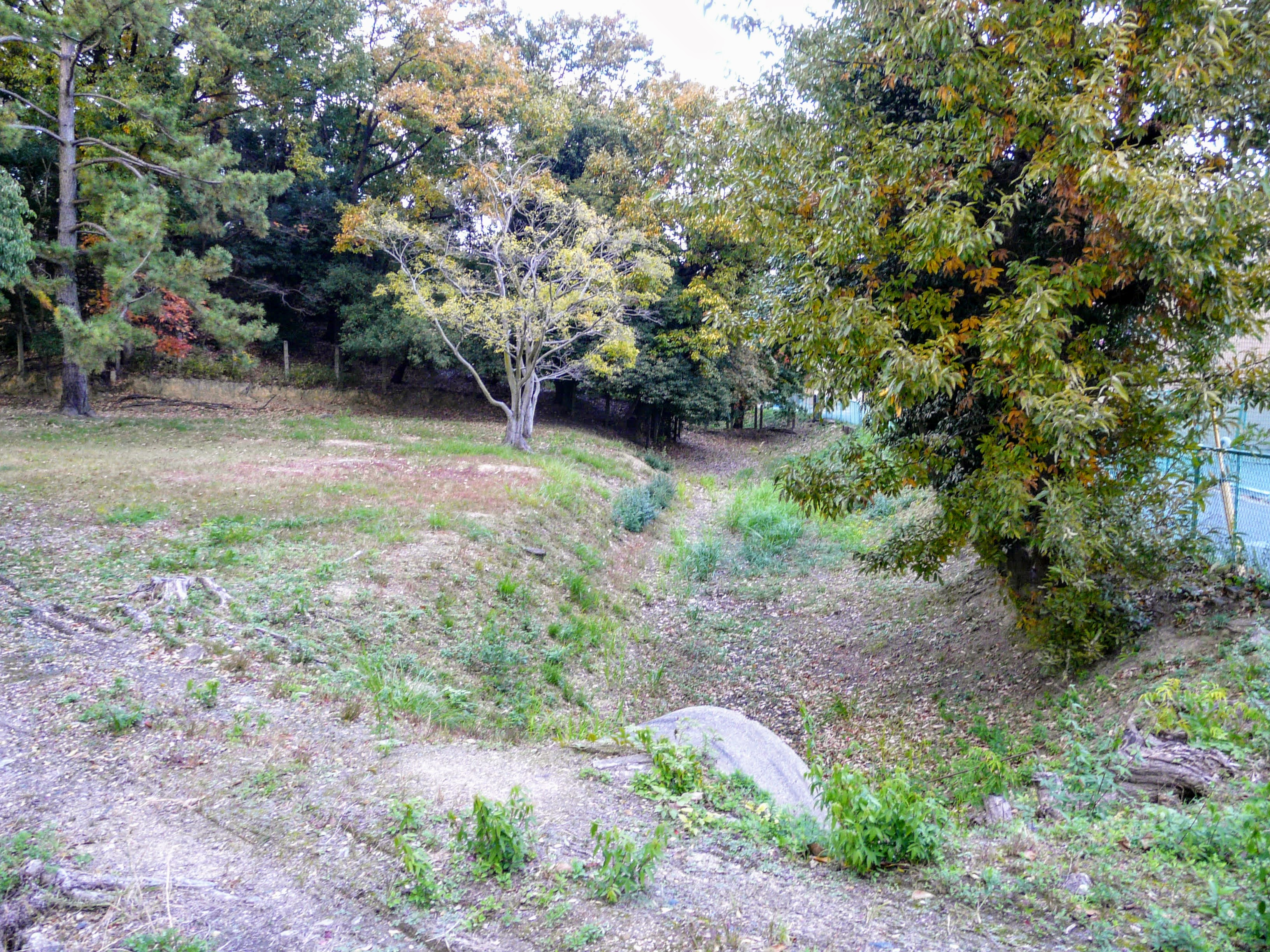
前方部から後円部方向を見た墳丘右側の濠は、現状、空濠となっている。
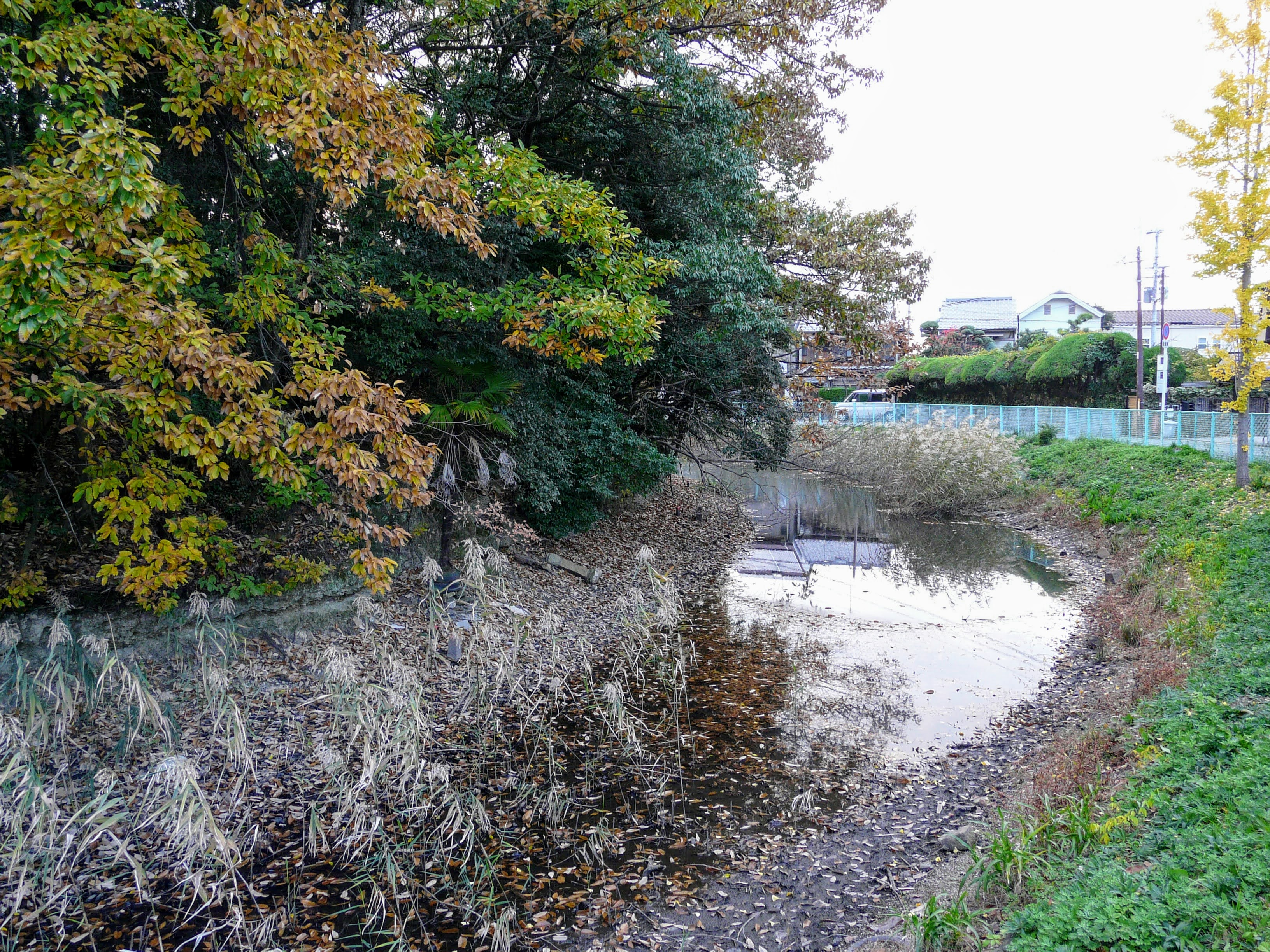
後円部墳丘主軸あたりから見た墳丘左方の濠
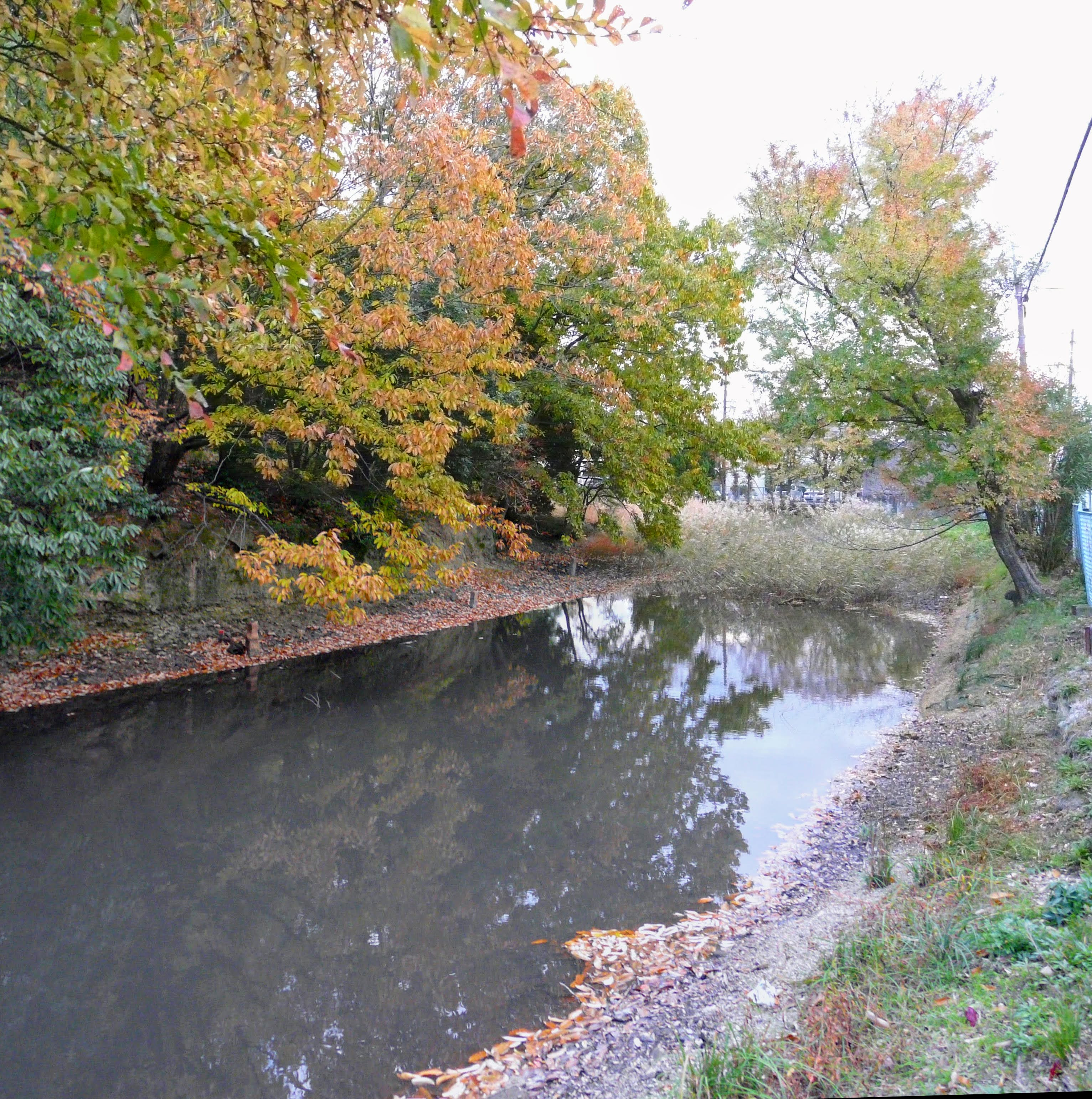
後円部側から前方部側を見た、墳丘左側の濠
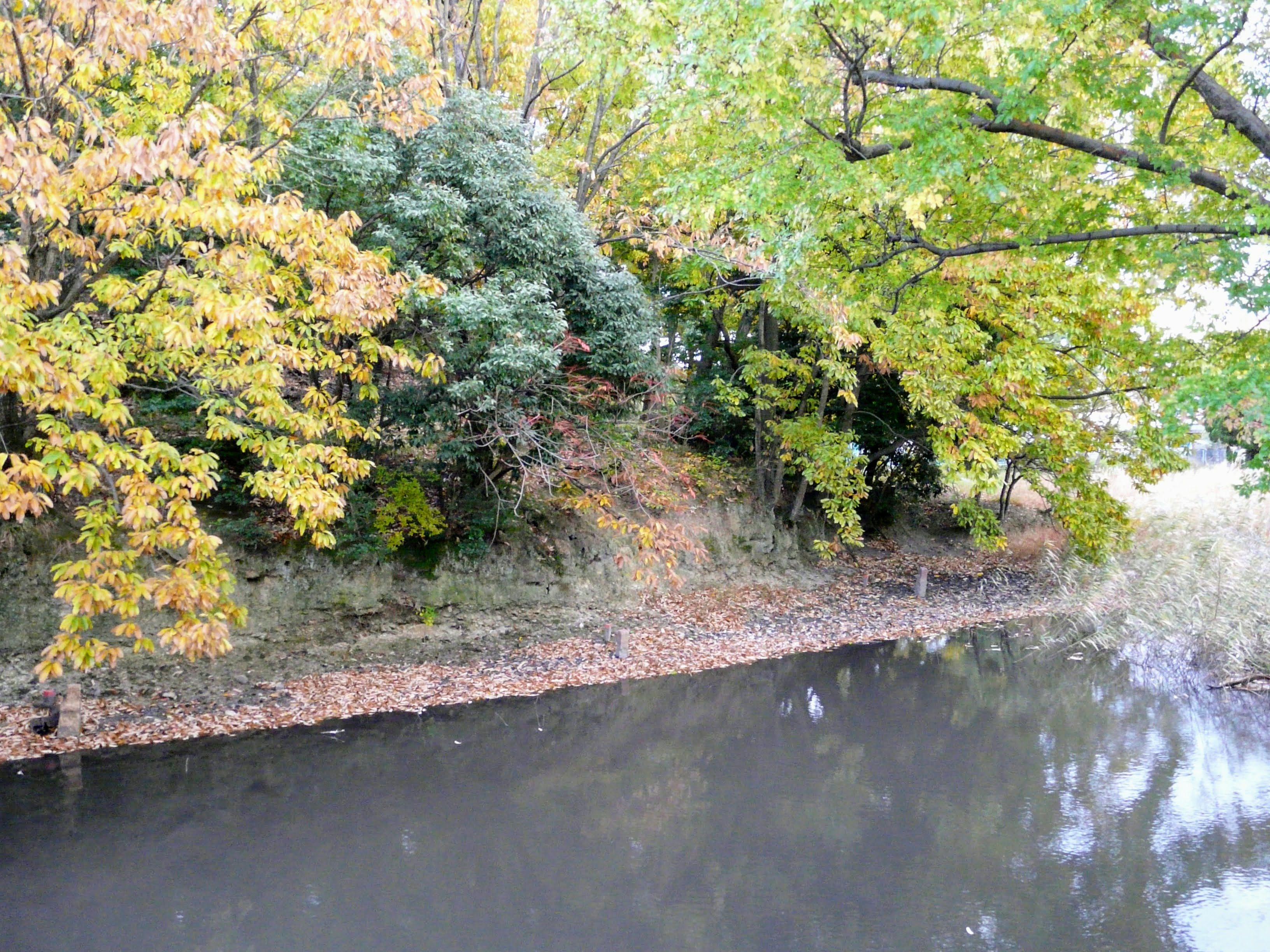
後円部左側の、くびれ部周辺と濠

## 規模
古墳の規模は以下の通り。
- 墳丘長87メートル
- 後円部直径60メートル、高さ9.8メートル
- 前方部幅40メートル、高さ2.7メートル

## 文化財

### 国の史跡
史跡：百舌鳥古墳群を構成する19古墳のうちの一つとして、史跡に指定されている。
- 1972年（昭和47年）7月25日に、丸保山古墳が史跡指定された[5]。
- 2014年（平成26年）3月18日に、史跡に既指定されている7古墳（いたすけ古墳、長塚古墳、収塚古墳、塚廻古墳、文珠塚古墳、丸保山古墳、乳岡古墳）を統合し、御廟表塚古墳、ドンチャ山古墳、正楽寺山古墳、鏡塚古墳、善右ヱ門山古墳、銭塚古墳、旗塚古墳、寺山南山古墳、七観音古墳、グワショウ坊古墳を追加指定し、名称が百舌鳥古墳群と改められた[6]。
- 2018年（平成30年）10月15日に、御廟山古墳内濠が追加指定された[7]。
- 2019年（平成31年）2月26日に、ニサンザイ古墳内濠が追加指定された[8]。

## 世界遺産
2019年（令和元年）7月6日に世界文化遺産 百舌鳥・古市古墳群 -古代日本の墳墓群- を構成する百舌鳥古墳群の構成資産の一部として登録されている。